# Reventin-Vaugris
Reventin-Vaugris är en kommun i departementet Isère i regionen Auvergne-Rhône-Alpes i sydöstra Frankrike. Kommunen ligger i kantonen Vienne-Sud som tillhör arrondissementet Vienne. År 2022 hade Reventin-Vaugris 2 042 invånare.

## Befolkningsutveckling
Antalet invånare i kommunen Reventin-Vaugris
Referens:INSEE